# Portage (ostrov)
Ostrov Portage (angl. Portage Island) se nachází v západní části Bellinghamova zálivu v okrese Whatcom v americkém státě Washington. Od Lummijského poloostrova ho odděluje záliv Portage a od Lummijského ostrova Haleova úžina. Rozloha ostrova je 3 802 km² a při sčítání obyvatel v roce 2000 byl zcela neobydlený. Ostrov patří indiánskému kmenu Lummijů.